# Deutsche Schwimmmeisterschaften 2009
Die 121. Deutschen Meisterschaften im Schwimmen fanden vom 24. bis 28. Juni 2009 in der Schwimm- und Sprunghalle im Europasportpark Berlin statt und wurden vom Deutschen Schwimm-Verband organisiert. Der Wettkampf diente gleichzeitig als Qualifikationswettkampf für die Weltmeisterschaften 2009 in Rom.
| Disziplin           | Männer                                                          | Männer                                                          | Männer   | Frauen                                                        | Frauen                                                        | Frauen   |
| Disziplin           | Name                                                            | Verein                                                          | Zeit     | Name                                                          | Verein                                                        | Zeit     |
| ------------------- | --------------------------------------------------------------- | --------------------------------------------------------------- | -------- | ------------------------------------------------------------- | ------------------------------------------------------------- | -------- |
| 050 m Freistil      | Steffen Deibler                                                 | Hamburger SC                                                    | 00:22,19 | Britta Steffen                                                | SG Neukölln Berlin                                            | 00:24,45 |
| 100 m Freistil      | Paul Biedermann                                                 | SV Halle/Saale                                                  | 00:48,39 | Britta Steffen                                                | SG Neukölln Berlin                                            | 00:52,56 |
| 200 m Freistil      | Paul Biedermann                                                 | SV Halle/Saale                                                  | 01:44,71 | Silke Lippok                                                  | SSG Pforzheim                                                 | 01:59,65 |
| 400 m Freistil      | Paul Biedermann                                                 | SV Halle/Saale                                                  | 03:46,67 | Jaana Ehmcke                                                  | Potsdamer SV                                                  | 04:12,45 |
| 800 m Freistil      | Jan Wolfgarten                                                  | SV Würzburg 05                                                  | 07:49,37 | Jaana Ehmcke                                                  | Potsdamer SV                                                  | 08:40,03 |
| 1500 m Freistil0    | Martin Grodzki                                                  | SSC Berlin-Reinickendorf                                        | 15:28,80 | Isabelle Härle                                                | SV Nikar Heidelberg                                           | 16:25,87 |
| 050 m Brust         | Johannes Neumann Hendrik Feldwehr                               | SC Riesa SG Essen                                               | 00:27,30 | Kerstin Vogel                                                 | SV Rhenania Köln                                              | 00:31,20 |
| 100 m Brust         | Hendrik Feldwehr                                                | SG Essen                                                        | 00:59,45 | Sarah Poewe                                                   | SG Bayer Wup/Uer/Dor                                          | 01:07,57 |
| 200 m Brust         | Marco Koch                                                      | DSW 1912 Darmstadt                                              | 02:08,33 | Caroline Ruhnau                                               | SG Essen                                                      | 02:26,14 |
| 050 m Schmetterling | Johannes Dietrich                                               | SC Wiesbaden 1911                                               | 00:23,43 | Daniela Samulski                                              | SG Essen                                                      | 00:26,65 |
| 100 m Schmetterling | Benjamin Starke                                                 | SG Neukölln Berlin                                              | 00:51,47 | Annika Mehlhorn                                               | SG ACT/Baunatal                                               | 00:58,45 |
| 200 m Schmetterling | Toni Embacher                                                   | SV Halle/Saale                                                  | 01:58,49 | Franziska Hentke                                              | SV Halle/Saale                                                | 02:08,00 |
| 050 m Rücken        | Helge Meeuw                                                     | SG Frankfurt                                                    | 00:24,64 | Daniela Samulski                                              | SG Essen                                                      | 00:27,61 |
| 100 m Rücken        | Helge Meeuw                                                     | SG Frankfurt                                                    | 00:53,08 | Daniela Samulski                                              | SG Essen                                                      | 01:00,46 |
| 200 m Rücken        | Felix Wolf                                                      | Potsdamer SV                                                    | 01:58,03 | Jenny Mensing                                                 | SC Wiesbaden 1911                                             | 02:12,60 |
| 200 m Lagen         | Yannick Lebherz                                                 | DSW 1912 Darmstadt                                              | 02:01,02 | Theresa Michalak                                              | SV Halle/Saale                                                | 02:15,52 |
| 400 m Lagen         | Yannick Lebherz                                                 | DSW 1912 Darmstadt                                              | 04:14,63 | Annika Mehlhorn                                               | SG ACT/Baunatal                                               | 04:43,89 |
| 4 × 100 m Freistil  | Schwimmgemeinschaft Frankfurt Razeto, Meeuw, Heftrich, di Carli | Schwimmgemeinschaft Frankfurt Razeto, Meeuw, Heftrich, di Carli | 03:18,54 | Startgemeinschaft Dortmund Lange, Schiffer, Freiwald, Schöber | Startgemeinschaft Dortmund Lange, Schiffer, Freiwald, Schöber | 03:47,53 |
| 4 × 200 m Freistil  | Schwimmgemeinschaft Frankfurt Wójt, Razeto, Heftrich, Meeuw     | Schwimmgemeinschaft Frankfurt Wójt, Razeto, Heftrich, Meeuw     | 07:25,74 | SG Essen Sutter, David, Wißmann, Samulski                     | SG Essen Sutter, David, Wißmann, Samulski                     | 08:12,15 |
| 4 × 100 m Lagen     | SG Essen Keil, Feldwehr, Konopka, Rueter                        | SG Essen Keil, Feldwehr, Konopka, Rueter                        | 03:40,66 | SG Essen Samulski, Ruhnau, Sutter, David                      | SG Essen Samulski, Ruhnau, Sutter, David                      | 04:09,74 |

1. 1 2 3 4 5 6 7 8 9 10  neuer DSV-Rekord
2. 1 2  neuer Weltrekord
3. 1 2  neuer Europarekord
4. ↑  neuer DSV-Rekord für Vereinsmannschaften